# 稲荷神社 (飯能市双柳)
稲荷神社（いなりじんじゃ）は、埼玉県飯能市双柳にある神社。旧社格は村社。

## 祭神
- 保食神[1]

## 歴史
延文年間（1356年 - 1360年）に天台宗系修験道の行者教順坊が勧請したと伝えられている。社伝によると、平安時代の弘仁5年（814年）3月、神社の西南にあった柳の老木の下に2匹の白狐が並んで影を現したことから、この地を「双柳」と云うようになり、空海により稲荷が勧請されたという。
元和元年（1615年）に火災に遭い、再建された。『新編武蔵風土記稿』の双柳村の項には「稲荷社　秀常寺持、村の鎮守とす、例祭二月初午日なり、社頭に神木と称する椵樹あり、圍一丈三尺あり」「山王社　同所にあり、秀常寺持」「愛宕社　同寺持」とある 。江戸時代から明治時代の神仏分離まで秀常寺が別当を務め、明治初期には一時「双柳神社」と称した。明治5年（1872年）に村社に列格した。明治40年（1907年）に八坂社、金比羅社、山王社、愛宕社、山神社、浅間社を合祀した。
『武蔵国郡村誌』の双柳村の項には「稲荷社　村社々地東西三七間南北十三間四尺面積五百八坪村の北方にあり倉稲魂命を祭る祭日二月二日」「八坂社　平社々地東西一五間南北五間三尺面積八十六坪村の東北にあり祭日七月十五日」とある。

## 境内
本殿、拝殿、社務所、水舎、鳥居、山車庫、神輿庫、倉庫、社務所、伊勢講記念碑、道標（三峰山みち）、天明年間（1781年 - 1789年）建立の常夜灯。
本殿は稲荷神社で、その脇には、八坂神社、仲田神社、金比羅様、当社正面の大山街道と呼ばれる通りに面したところに、庚申様が奉られている。仲田神社の祭神は多田満仲だといわれている。

## 行事
- 1月1日 元旦祭
- 2月17日 春祭
- 7月中旬土日 夏祭（八坂神社の祭り）
- 10月17日 秋祭
- 11月23日 勤労感謝祭[1][3]